# Amarapura (stad)
Amarapura is een voormalige hoofdstad van Myanmar, en nu een voorstad van het huidige Mandalay.
Amarapura was de tweede hoofdstad van het Derde Birmaanse koninkrijk (1752-1885) in Myanmar. Dit rijk was onder koning Alaungpaya gesticht met Ava als hoofdstad. In 1783 werd de hoofdstad van Ava naar Amarapura verplaatst, in 1813 terug naar Ava, in 1841 (na een verwoestende aardbeving in 1838) weer naar Amarapura en in 1861 naar Mandalay.
De bekendste bezienswaardigheid in Amarapura is de U Bein-brug.

## Afbeeldingen

Amarapura - အမရပူရမြို့
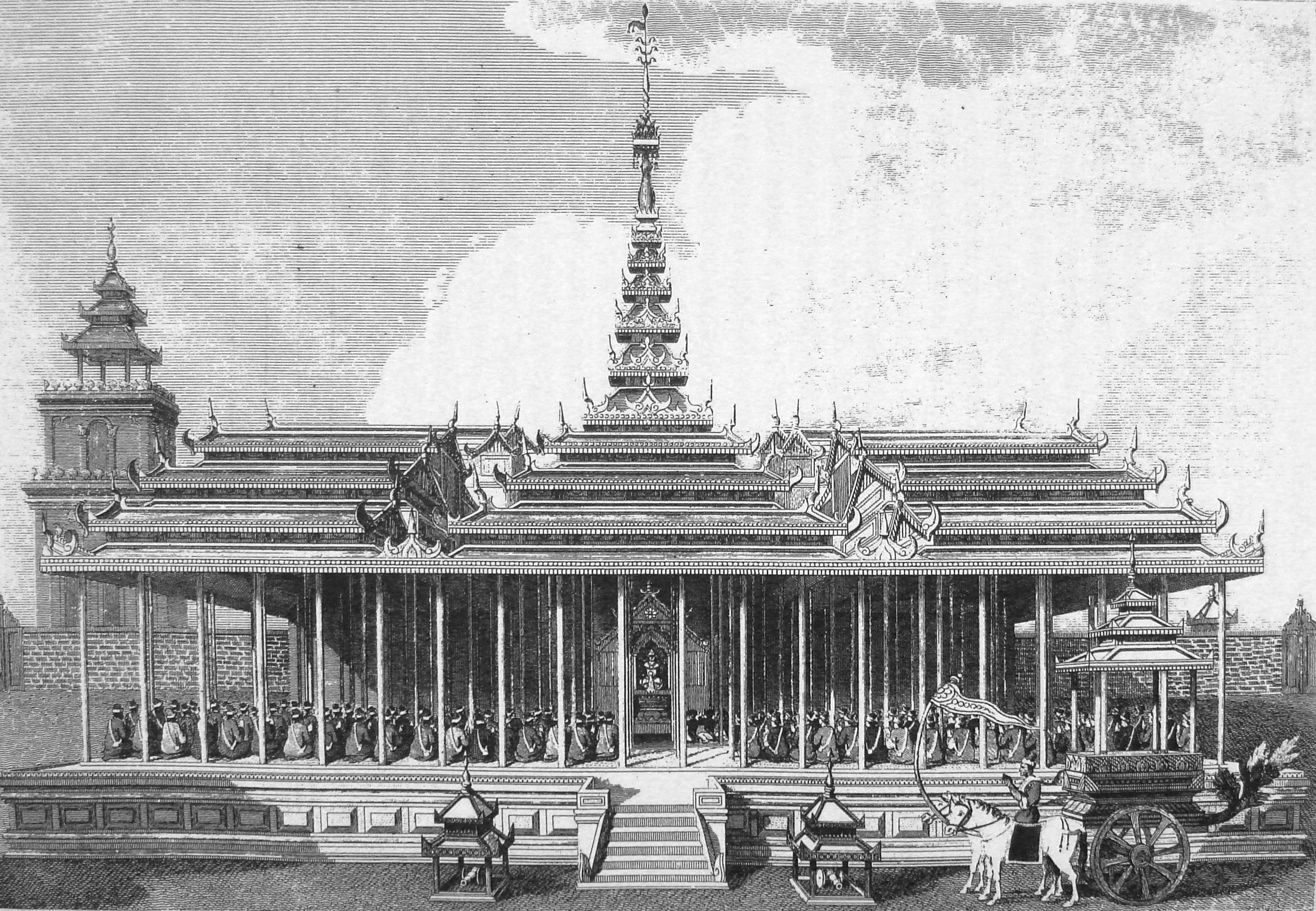
Het paleis van Amarapura (1795)
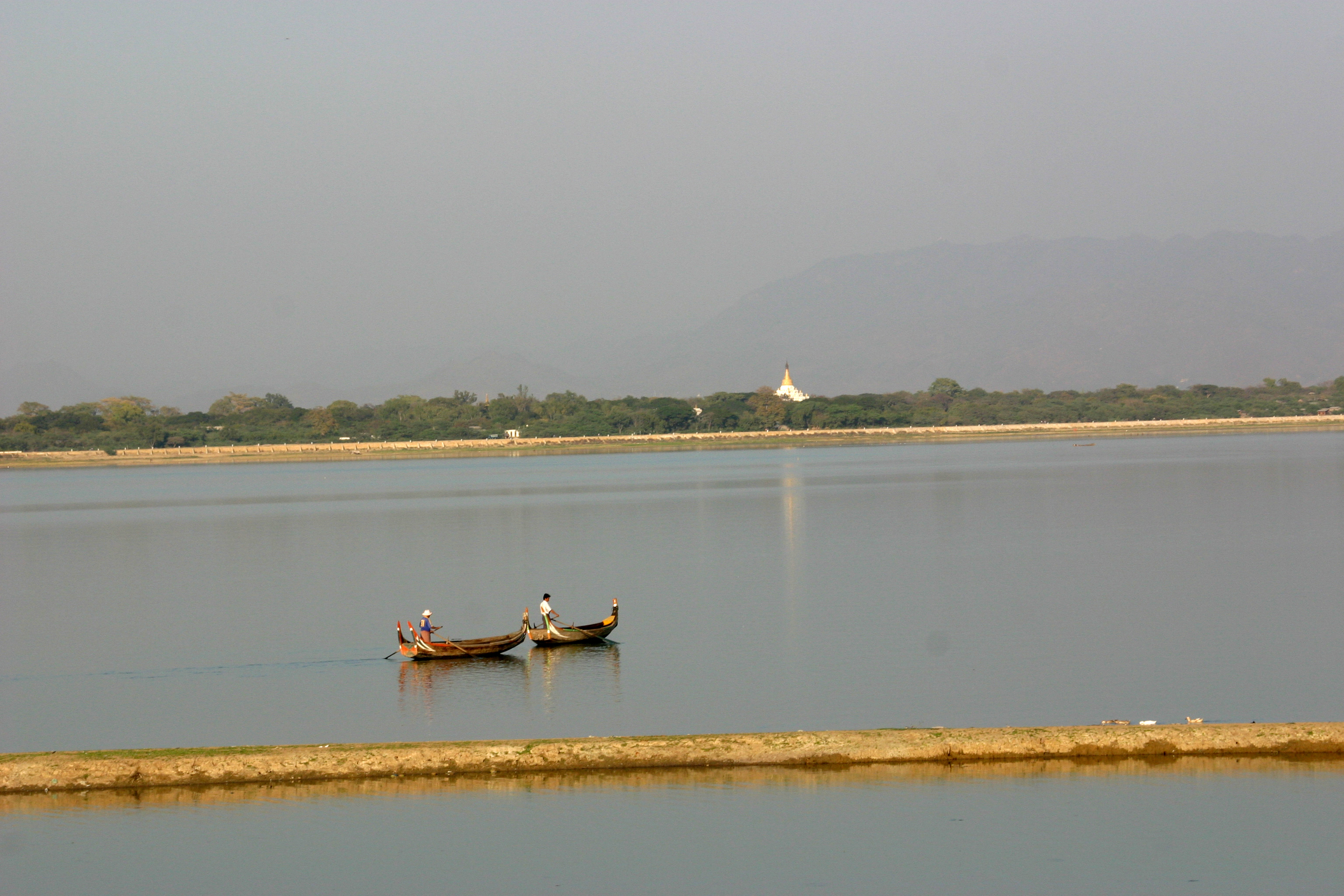
Lake Taungthaman
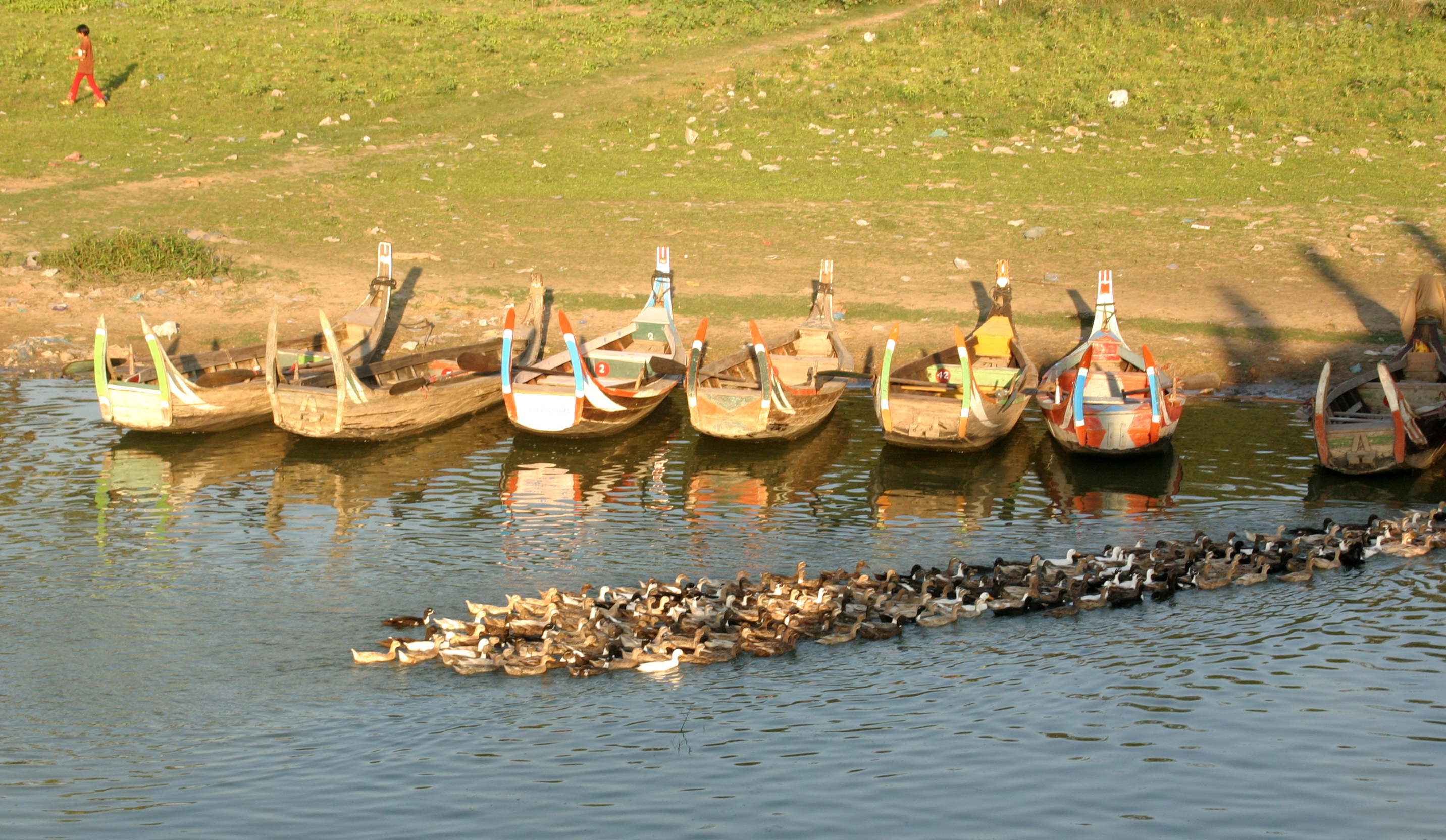
Lake Taungthaman
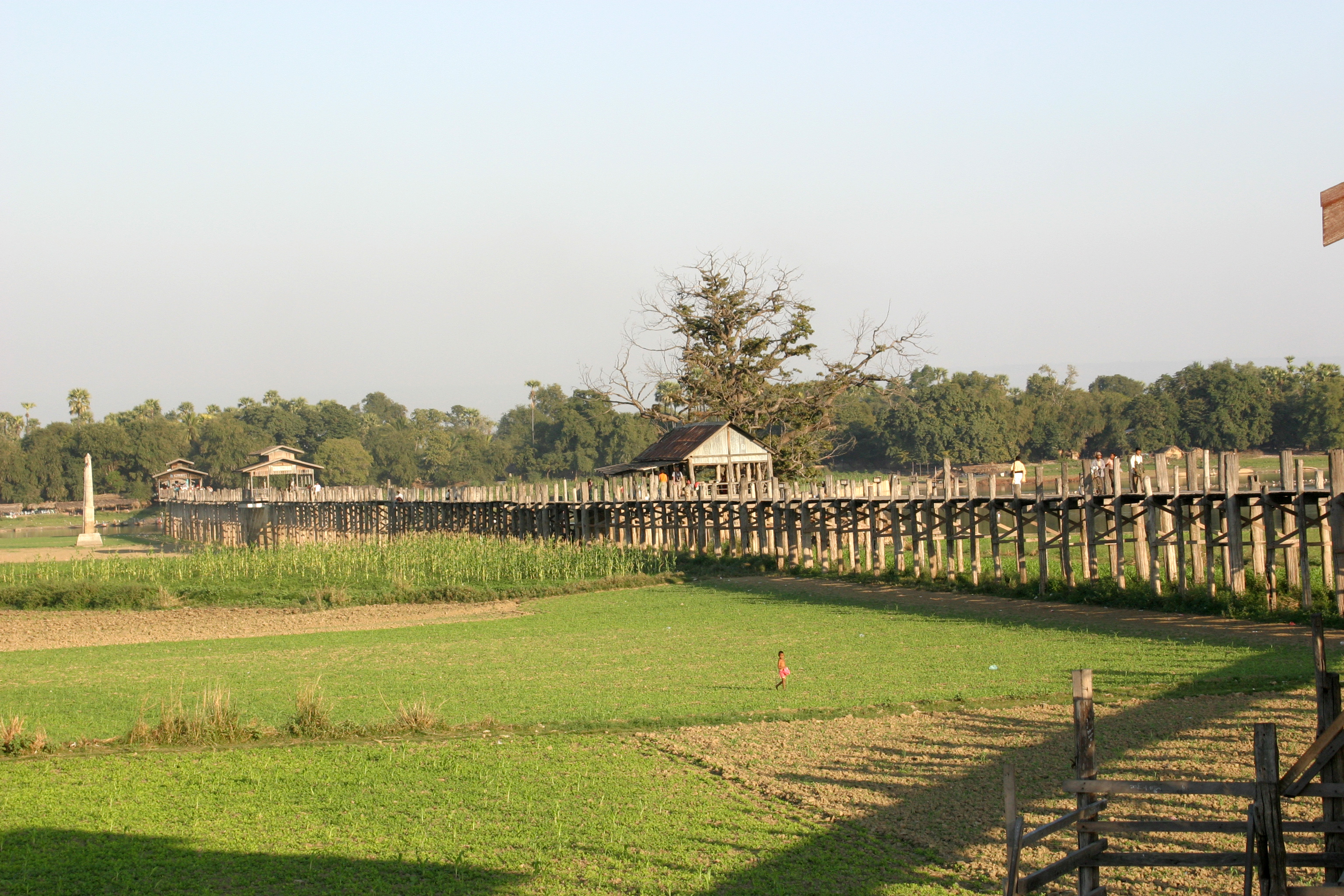
U Bein-brug
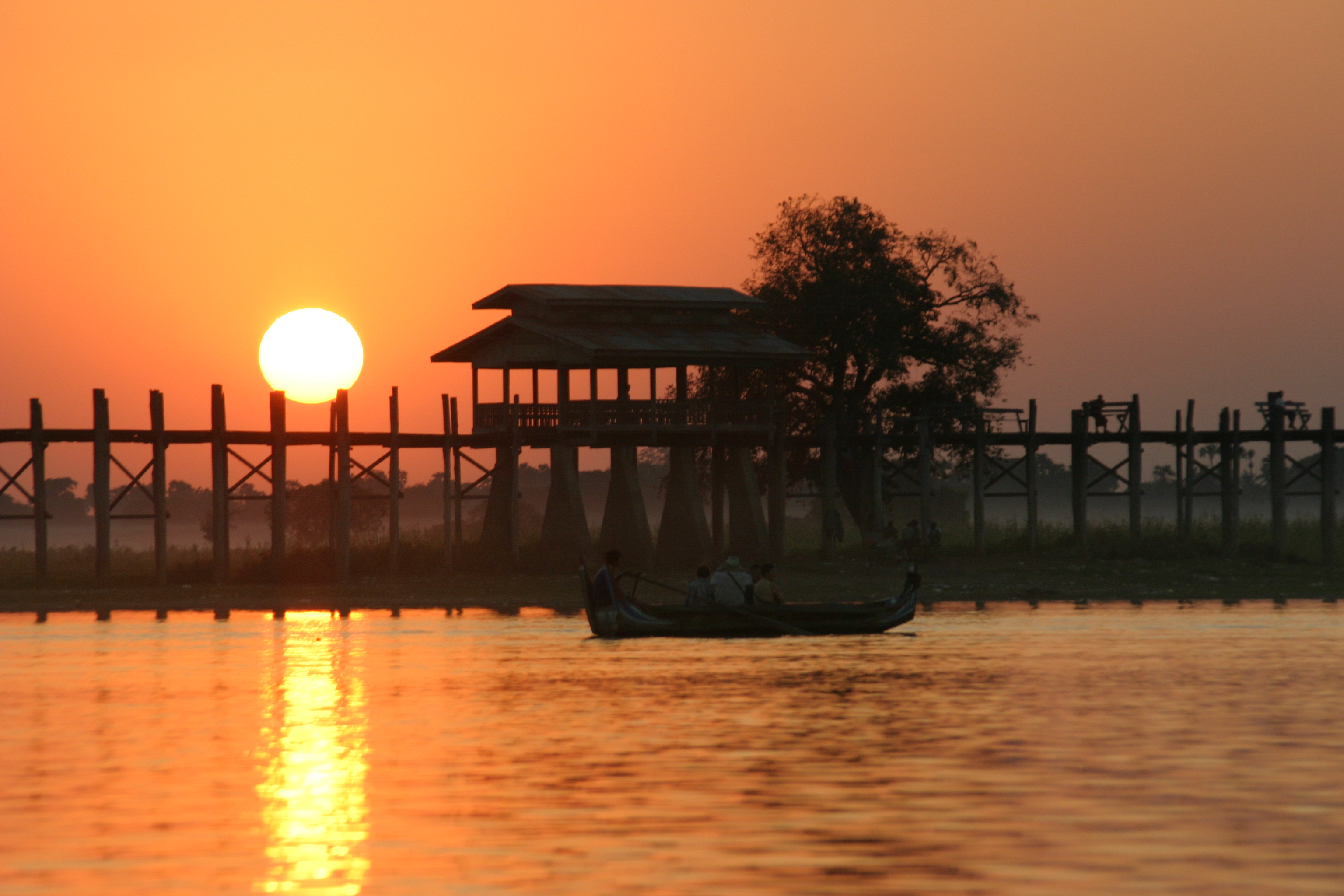
U Bein-brug
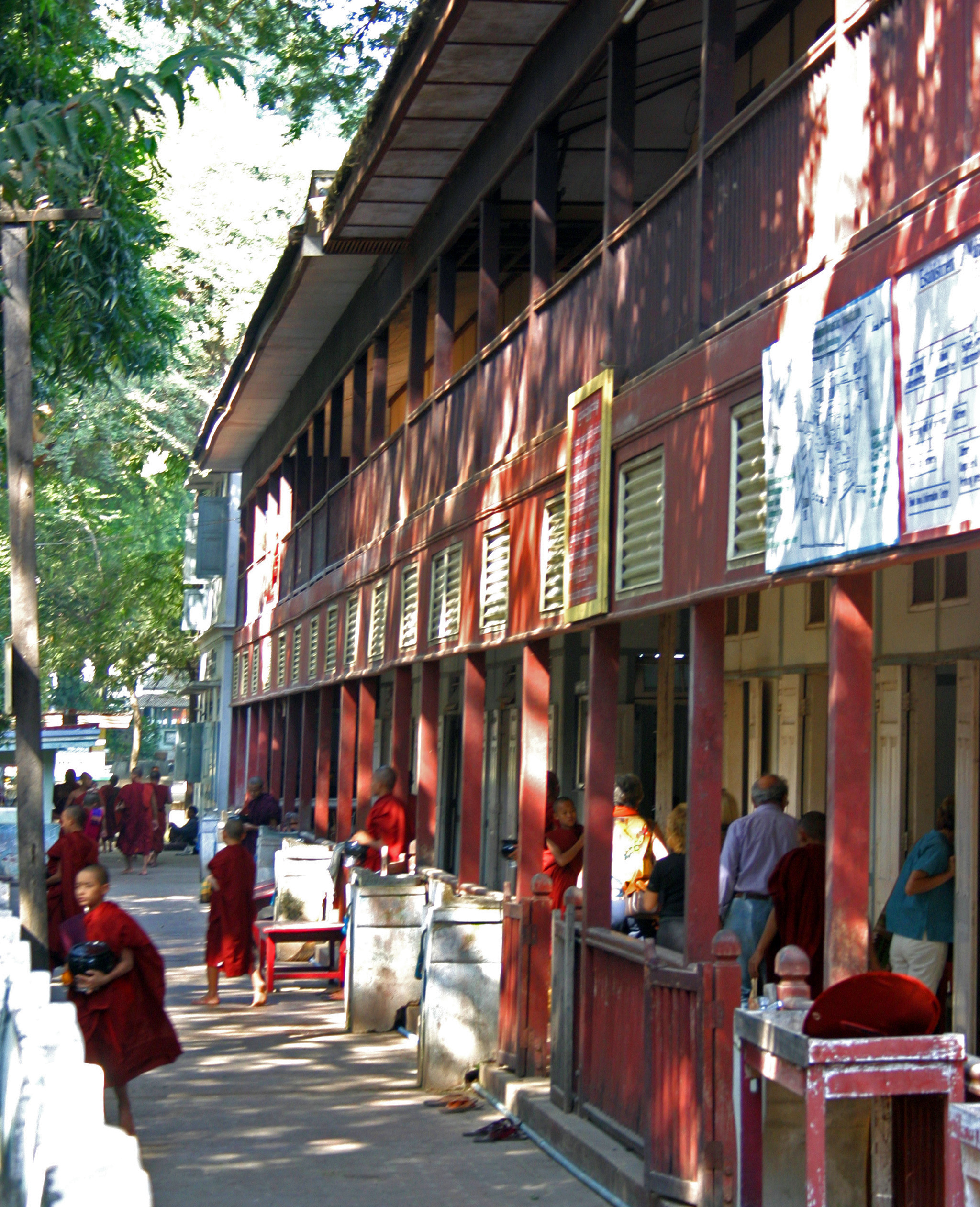
Mahagandhayon
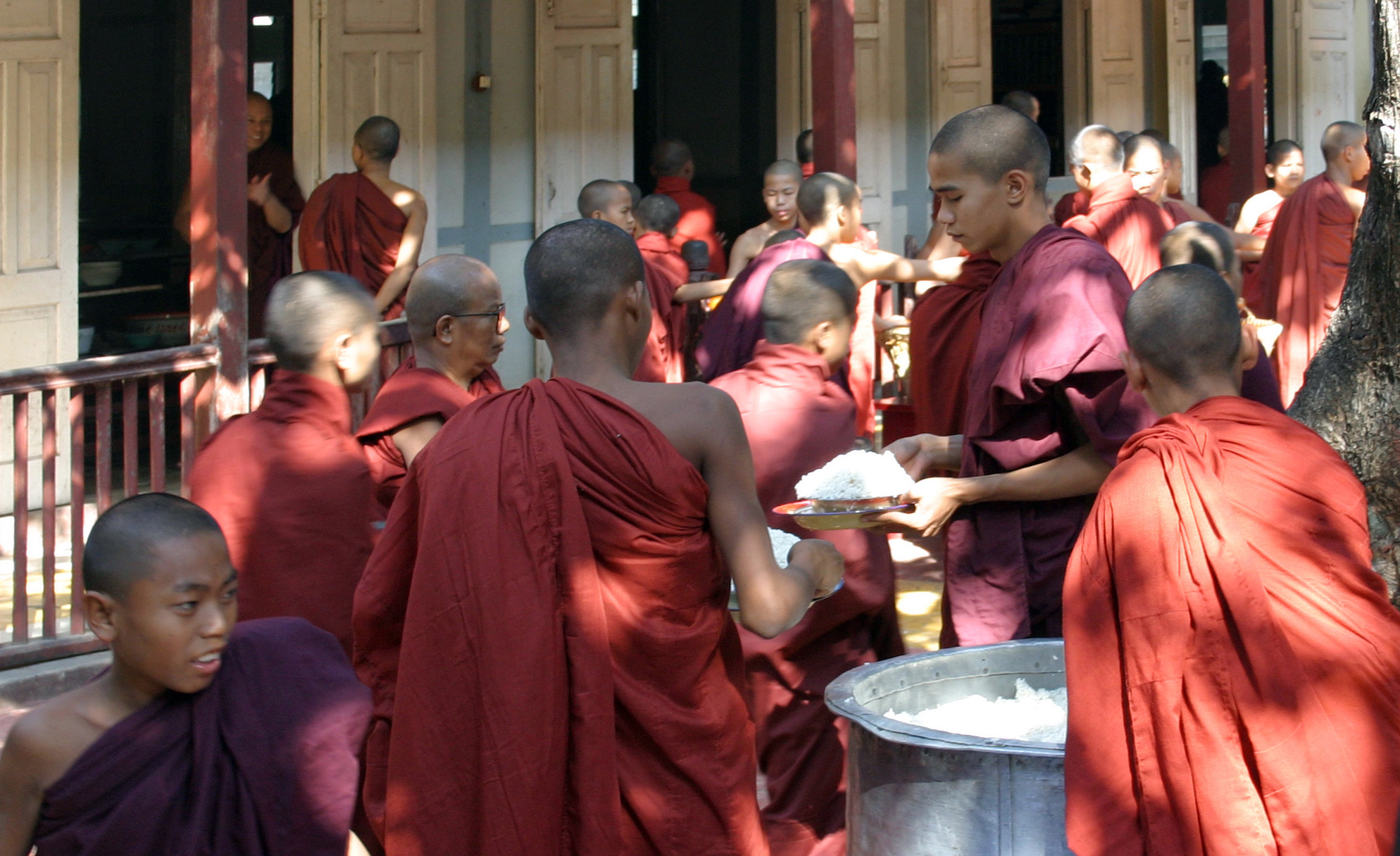
Mahagandhayon
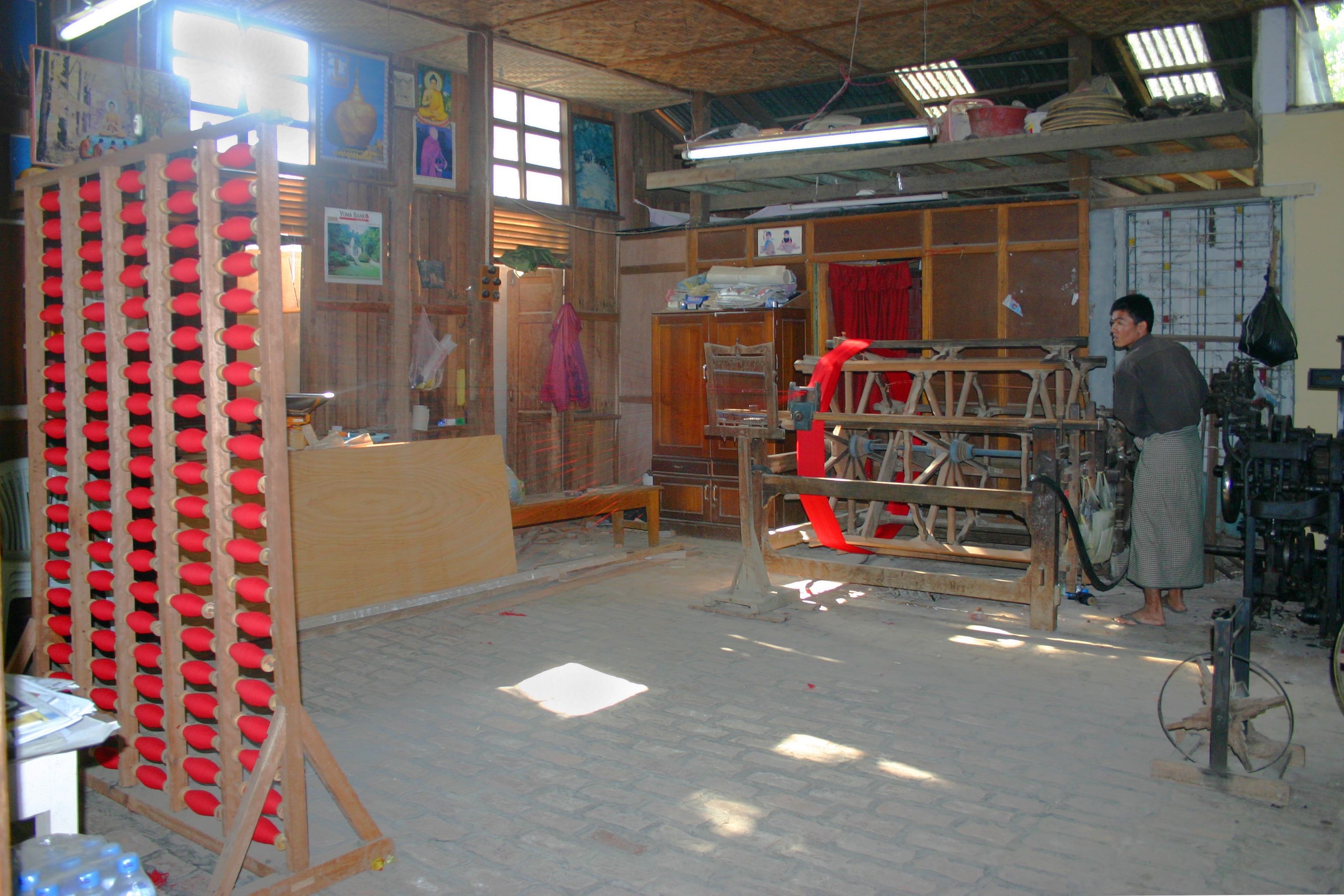
Silk spinning
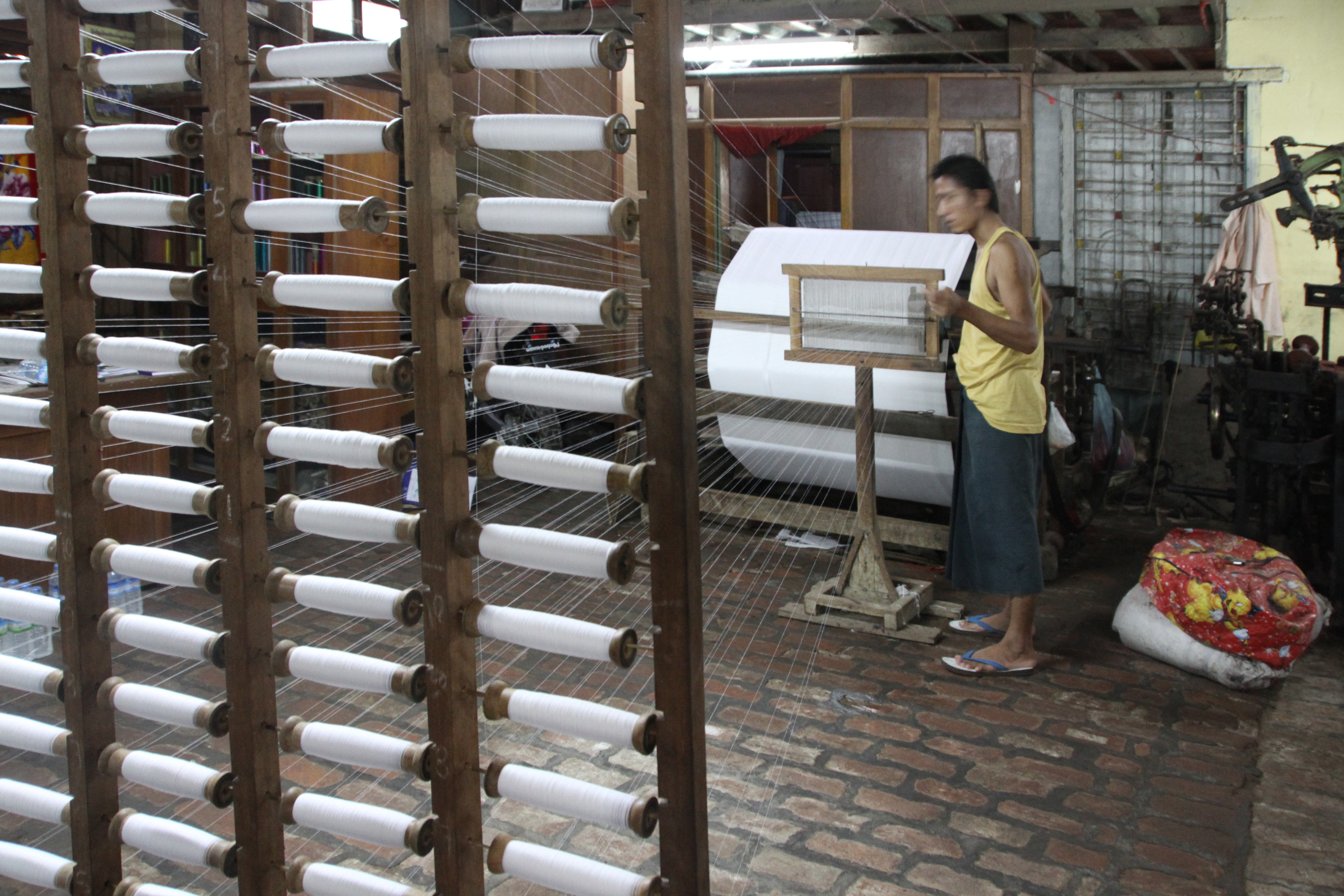
Silk spinning
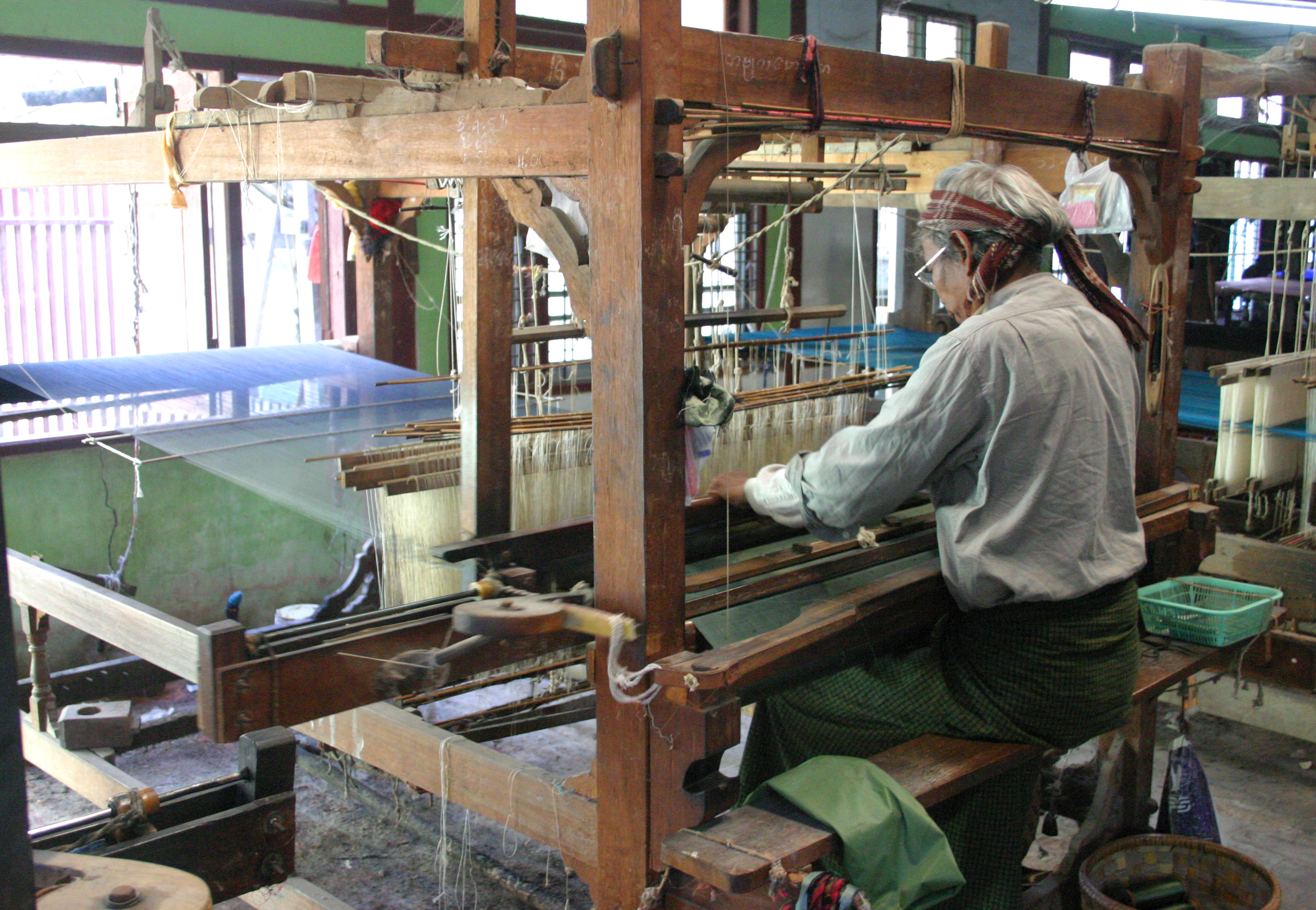
Silk weaving
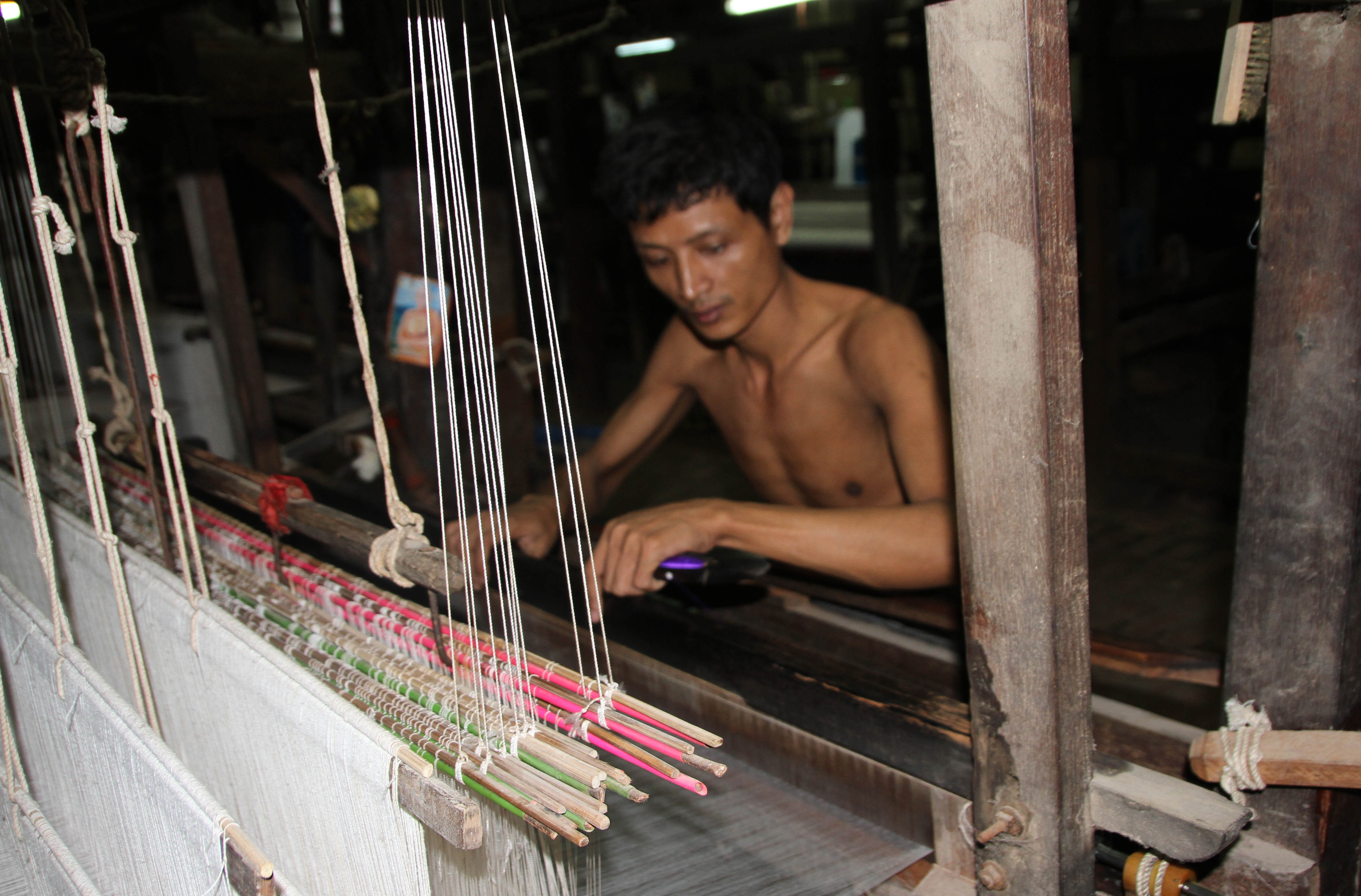
Silk weaving